# Паллинг
Паллинг (нем. Palling) — община в Германии, в земле Бавария. 
Подчиняется административному округу Верхняя Бавария. Входит в состав района Траунштайн.  Население составляет 3376 человек (на 31 декабря 2010 года). Занимает площадь 53,83 км².